# Infopresse

Infopresse est magazine québécois publié par le groupe de presse Les Éditions Infopresse dont le siège est situé à Montréal.